# Barran
Barran là một xã trong vùng Occitanie, thuộc tỉnh Gers, quận Auch, tổng Auch-Sud-Ouest. Tọa độ địa lý của xã là 43° 37' vĩ độ bắc, 00° 26' kinh độ đông. Barran nằm trên độ cao trung bình là 182 mét trên mực nước biển, có điểm thấp nhất là 121 mét và điểm cao nhất là 283 mét. Xã có diện tích 52,82 km², dân số vào thời điểm 1999 là 671 người; mật độ dân số là 13 người/km². Barran cách Auch 15 km.

## Thông tin nhân khẩu
| 1962 | 1968 | 1975 | 1982 | 1990 | 1999 |
| ---- | ---- | ---- | ---- | ---- | ---- |
| 741  | 801  | 660  | 653  | 618  | 671  |

## Địa điểm tham quan
- Lâu đài Mazères